# Edmund de la Pole, 3. Duke of Suffolk
Edmund de la Pole, 3. Duke of Suffolk (* 1472; † 30. April 1513 im Tower of London), war ein Sohn von John de la Pole, 2. Duke of Suffolk, und seiner Frau Elizabeth of York. Zu den Urgroßeltern von de la Pole gehörte der englische Autor Geoffrey Chaucer, zwei Brüder seiner Mutter wurden Könige von England.

Wappen Edmund de la Poles

Sein ältester Bruder John de la Pole, Earl of Lincoln, soll von seinem Onkel Richard III., der ihm eine Pension und die Besitztümer Lady Margaret Beauforts schenkte, zum Thronerben ernannt worden sein. Doch John de la Pole wurde – statt den Thron für sich selbst zu beanspruchen – zum Gefolgsmann von Heinrich VII. 1487 entschied er sich anders, schloss sich der Rebellion von Lambert Simnel an und wurde in der Schlacht von Stoke getötet. Nach dem Tod seines Bruders wurde Edmund de la Pole zum führenden Anwärter des Hauses York auf den Thron. Dennoch ließ ihn Heinrich VII. am Leben und ließ sogar zu, dass dieser die Titel seines Vaters erbte (1492), auf das Herzogtum musste er jedoch schon im folgenden Jahr verzichten. Danach heiratete Edmund Margaret, die Tochter Sir Richard Scropes.
Edmund machte sich weiterhin Hoffnungen, eines Tages als letzter Erbe der Yorks den englischen Thron zu besteigen. Daher verließ er England 1501 und bat den deutschen König und späteren Kaiser Maximilian I. um Unterstützung. König Heinrich VII. von England sah diesen Umsturzversuchen 1504 nicht länger zu und erkannte Edmund seinen verbliebenen Titel als Earl of Suffolk ab. Danach schloss er einen Vertrag mit dem Kaiser, der ihm zusicherte, keine englischen Rebellen mehr zu unterstützen. Da Edmund in Aachen hoch verschuldet war und von Maximilian I. keine Unterstützung erwarten konnte, begab er sich nach Frankreich. Nachdem er seinen Bruder Richard de la Pole als Bürgen zurückgelassen hatte, ging er nach Flandern, wo er von Philipp I. von Kastilien gefangen genommen wurde, der ihn an Heinrich VII. auslieferte. Als Richard de la Pole schließlich eine führende Rolle auf Seiten Frankreichs im 1512 begonnenen Krieg gegen England übernahm und Ludwig XII. den Anspruch der de la Poles auf die englische Krone anerkannte, ließ Heinrich VIII. den im Tower of London gefangenen Edmund de la Pole im Jahr 1513 köpfen.